# Just One Kiss
«Just One Kiss» es una canción del cantante y compositor estadounidense Nick Carter. Fue escrita por Carter, Jason Ingram y D. Muckala y producida para el segundo álbum de estudio de Carter, I'm Taking Off. "Just One Kiss" fue lanzada el 28 de enero de 2011, como el primer sencillo del álbum, y llegó al número veintiséis en Japan Hot 100, también llegó al número 84 en Tokio.

## Vídeo musical
El vídeo musical fue dirigido por Danny Roew. El vídeo contiene escenas de Carter cantando en la playa.

## Discos Singles
CD Promocional
1. Just One Kiss

Alemania
1. Just One Kiss [Radio Edit]
2. Just One Kiss [Clubmix]
3. Just One Kiss [Clubmix Radio Cut]
4. Just One Kiss [Music Video]

## Listas
| Lista (2011)                       | Posición máxima |
| ---------------------------------- | --------------- |
| Japan Hot 100                      | 12              |
| Tokio Hot 100                      | 84              |
| Japan Adult Contemporary Airplay   | 5               |
| Japan Hot Top Airplay              | 7               |
| Japan Digital and Airplay Overseas | 7               |